# Жан Вотрен
Жан Вотрен, власне Жан Ерман (нар. 17 травня 1933 року в Паньї-сюр-Мозель, Лотарингія – пом. 16 червня 2015 року в Градіньяні, Аквітанія) — французький письменник, режисер і сценарист.

## Біографія
Жан Вотрен народився в Паньї-сюр-Мозель в департаменті Мерт і Мозель. Після завершення навчання він два роки працював викладачем французької літератури в Мумбайському університеті. В Індії в 1957 році він працював асистентом режисера над фільмом Роберто Росселліні «Індія, Мати-Земля». Повернувшись до Франції, він зайняв режисерське крісло в кількох фільмах, зокрема в трилері «Поліцейські не співають» з Аленом Делоном та Чарльзом Бронсоном у головних ролях. Він писав сценарії до фільмів таких режисерів, як Жіль Беа, Жорж Лотнер та Ів Буассе, а в 1982 році був удостоєний премії « Сезар» разом із Клодом Міллером та Мішелем Одіаром за фільм «ПІд попереднім слідством».
Він почав писати романи в 1970-х роках. Його роман Кривава Мері була нагороджена Prix Mystère de la critique у 1980 році, а «Великий крок до Бога» (Un grand pas vers le Bon Dieu) у 1989 році був удостоєний Гонкурівської премії та Гонкурівської премії ліцеїв.

## Вибрана фільмографія

### Режисер
- 1968: Прощавай, друже (Adieu l'ami)
- 1971: Попсі Поп
- 1974: Великі детективи (Les grands détectives)
- 1974: Граф Йостер висловлює свою повагу (2 епізоди)

### Сценарист
- 1976: Велика показуха (Le grand escogriffe)
- 1980: Гра в чотири руки (Le Guignolo)
- 1981: Під попереднім слідством (Garde à vue)
- 1983: Поза заканом (Le Marginal)
- 1984: День собаки — Чоловік біжить, щоб рятувати своє життя (Canicule)

## Вибрані романи
- 1974: Billy-ze-Kick
- 1979: Bloody Mary
- 1980: Groom
- 1982: Canicule
- 1986: La vie ripolin
- 1989: Un grand pas vers le Bon Dieu
- 1998: Le cri du peuple ISBN 978-2253150077